# 鏈背小鱸
鏈背小鱸為輻鰭魚綱鱸形目鱸亞目河鱸科小鱸屬的其中一種，該物種於1870年由愛德華·德林克·科普描述及命名，主要分布於美國的淡水流域，棲息在中底層水域。